# Lampyrinae
Sous-famille
Les Lampyrinae sont une sous-famille d'insectes coléoptères de la famille des lampyridés. Elle contient entre autres les vers luisants, Lampyris noctiluca étant le ver luisant commun.

## Sciences participatives
Les lampyres, ou vers luisants, sont l'objet de recherches importantes dans beaucoup de pays européens. Il s'agit de mieux comprendre les raisons de l'apparente régression de leurs populations. Comme dans d'autres pays européens, un programme de science participative français permet à chacun de signaler s'il voit ou non des vers luisants dans son jardin. Il est ainsi possible d'aider les chercheurs du CNRS et du Groupe Associatif Estuaire dans leur étude.

## Liste des tribus
Selon ITIS (22 décembre 2021) :
- Cratomorphini
- Lamprocerini
- Lampyrini
- Photinini
- Pleotomini